# 太原清真古寺

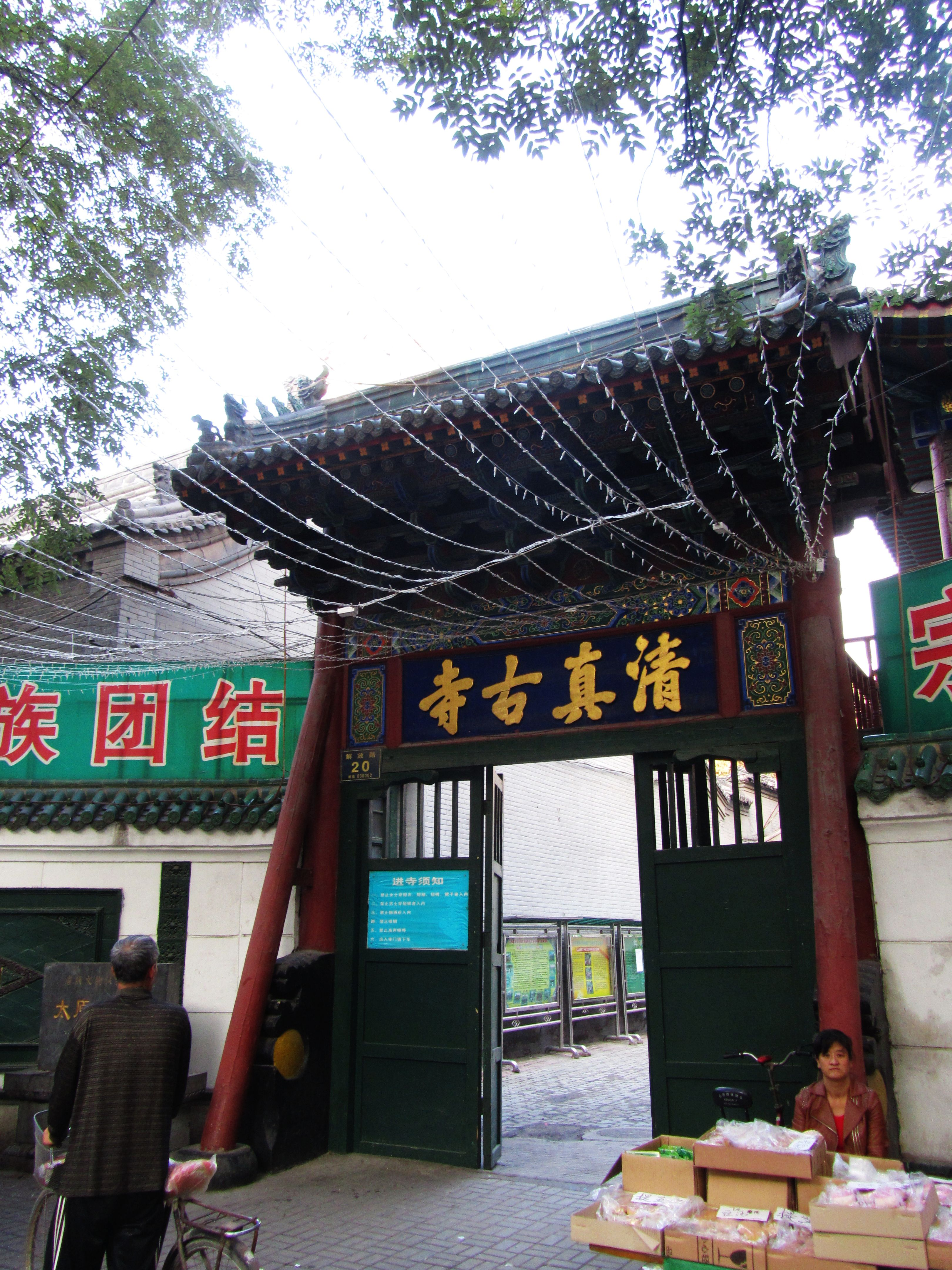
太原清真古寺西门，2012年9月

太原清真古寺原名“清修寺”，位于山西省太原市迎泽区柳巷街道开化寺南街社区解放路（大南门街）48号（东侧），近地铁开化寺街站C出口，是中华人民共和国全国重点文物保护单位之一。

## 历史
太原清真古寺据称创建于唐贞元年间，宋景祐年间重修。

## 建筑
太原清真古寺现存建筑建于明、清，为传统中式建筑风格，前后两进院落，占地面积 2121平方米。沿中轴线建有山门、省心楼、讲经堂和礼拜殿，两侧为阿訇室、水房、南北碑亭及牌楼。

### 省心楼
省心楼在前院，二层明代建筑，重檐歇山顶。南北两侧各有一座六角碑亭，北亭石碑立于清康熙三十三年（1694），南亭碑立于清同治七年(1868)。

### 礼拜殿
礼拜殿融合中国传统风格和阿拉伯伊斯兰建筑风格，面宽五间，进深六间，高6.22米，面积460平方米，可容纳500余人礼拜。殿内四壁绘有阿拉伯式图案。

## 保护
2004年6月10日，太原清真寺公布为山西省文物保护单位。
2013年3月5月日，太原清真寺公布为第七批全国重点文物保护单位，古建筑类，编号7-0862-3-160。